# Francouzsko-britská výstava

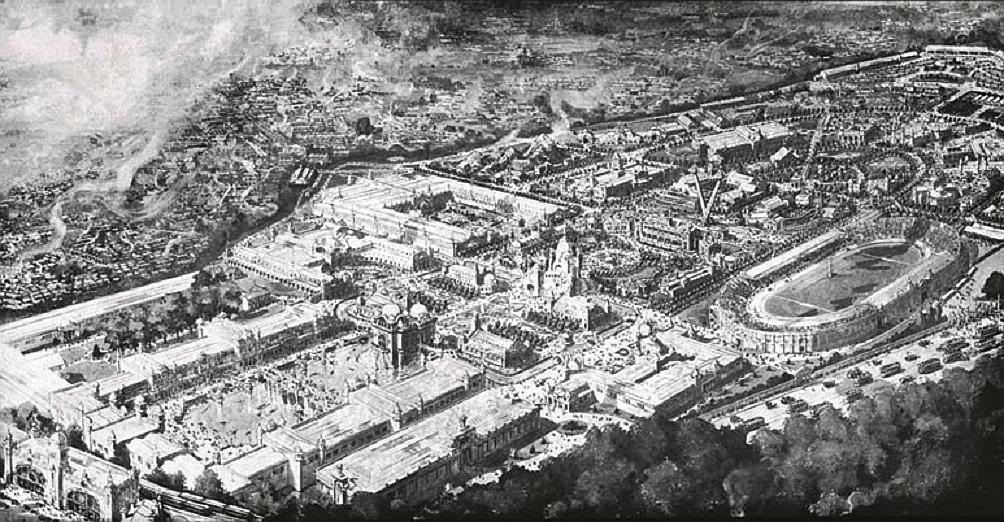
Celkový pohled na výstaviště

Francouzsko-britská výstava (francouzsky Exposition franco-britannique, anglicky Franco-British Exhibition) byla velká veřejná výstava konaná v Londýně od 14. května do 31. října 1908. Výstavu, která oslavovala Srdečnou dohodu uzavřenou v roce 1904 mezi Spojeným královstvím a Francií, navštívilo 8 miliónů návštěvníků.

## Umístění
Výstava se konala v oblasti západního Londýna poblíž Shepherd's Bush, která se nyní nazývá White City. Oblast získala své jméno podle výstavních budov, které jsou všechny natřeny bílou barvou. V sousedství se vedle výstavy konaly šermířské turnaje olympijských her v roce 1908.
Hlavním architektem budov byl John Belcher.
Veletrh byl největší výstavou svého druhu v Británii a první mezinárodní výstavou, kterou spolupořádaly dvě země. Výstavní plocha činila přibližně 57 ha, včetně umělého jezera, obklopeného několika bílými budovami v propracovaných (často orientálních) stylech.

## Hlavní atrakce

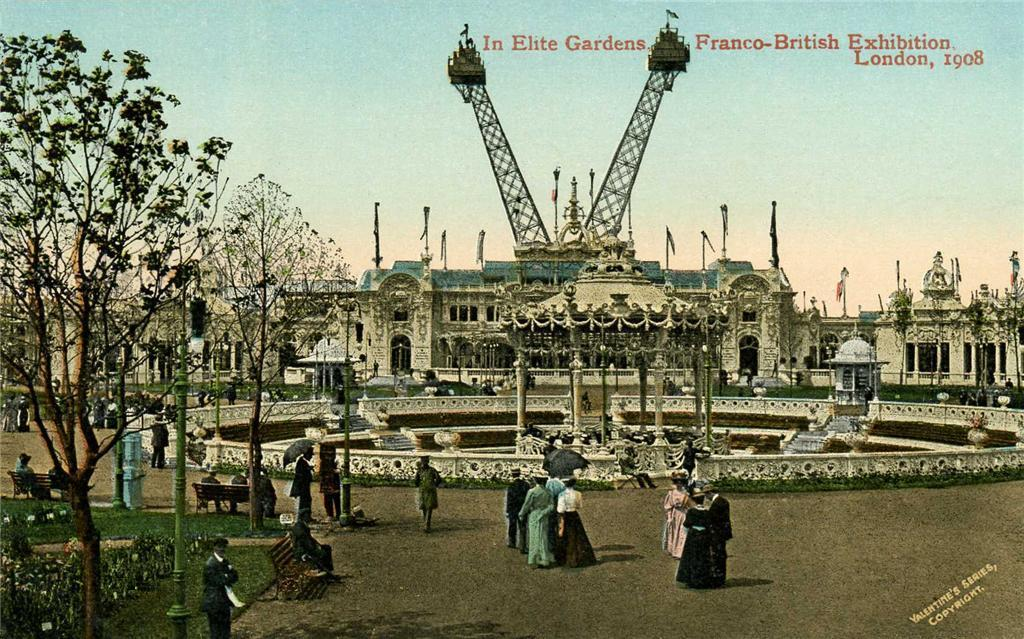
Pohlednice s otáčivým dvouramenným jeřábem Flip Flap.

Celek byl tvořen souborem dvaceti paláců.
Nejoblíbenějšími atrakcemi výstavy byly dvě koloniální vesnice – irská vesnice a senegalská vesnice – které měly představit úspěch imperialismu. V irské vesnici "Ballymaclinton" pobývalo 150 Irů, kteří vystavovali různé formy národní výroby, průmyslu i umění. Senegalská vesnice představovala každodenní život a také různé předměty. Dobové novinové články referovaly o překvapivé čistotě Irů a čtenáři uváděli, že jsou Senegalci čistší, než jak vypadají.

## Havárie balónu
Dne 14. srpna balon patřící americkému letci Lovelacemu explodoval během výstavy a zabil jeho 18letou sekretářku a jednoho zaměstnance. Šest dalších lidí bylo zraněno, včetně zaměstnance, který zemřel pár dní po nehodě. Noviny uvedly, že k výbuchu došlo, když byla zapálená zápalka hozena na zem během příprav k letu.

## Přestavba lokality na sídliště
Do roku 1914 byl areál využit pro další čtyři výstavy, ale poté chátral a nebyl více než dvacet let využíván. Poté byl postupně demolován, aby uvolnil místo pro různé stavby. V roce 1937 byla velká část lokality White City vyklizena, aby uvolnila místo pro sídliště. Poté byl jeřáb Flip Flap a řada dalších konstrukcí White City prodány do šrotu společnosti George Cohen Steelworks, Sons and Co Limited, stejné společnosti, která demontovala ruské kolo na výstavě Earl's Court a následně demontovala. Skylon, kupoli a deset dalších budov, na výstavě Festival of Britain v roce 1952.

## BBC
Od 50. let převzala většinu zbývajícího místa BBC. Rozvíjí televizní centrum, ale také byty, studia a maloobchodní prodejny, existuje BBC Media Village a BBC Worldwide. Na počátku roku 2000 byly poslední budovy východně od Wood Lane zbořeny, aby uvolnily místo pro rozvoj Westfield.

## Pozůstatky výstavy
Z mnoha zdobených sálů a budov původní expozice se dochovalo pouze vnitřní vybavení budovy TA. Hammersmith Park, severně od Frithville Gardens, byl kdysi součástí Japonské zahrady a je jedinou částí výstaviště z roku 1908, která je stále viditelná. Malá zachovalá dlážděná plocha zahrady byla patrná uvnitř hlavního areálu televizního centra v sousedství vstupu pro diváky Studia 1. Areál White City Stadium ve Wood Lane vedle nadchodu Westway, který byl kdysi součástí výstavy, nyní slouží jako BBC Media Village.